# Al Hasaheisa

Localização do distrito

Al Hasaheisa é um dos sete distritos do estado de Al Jazirah, no Sudão.